# Ikhwan

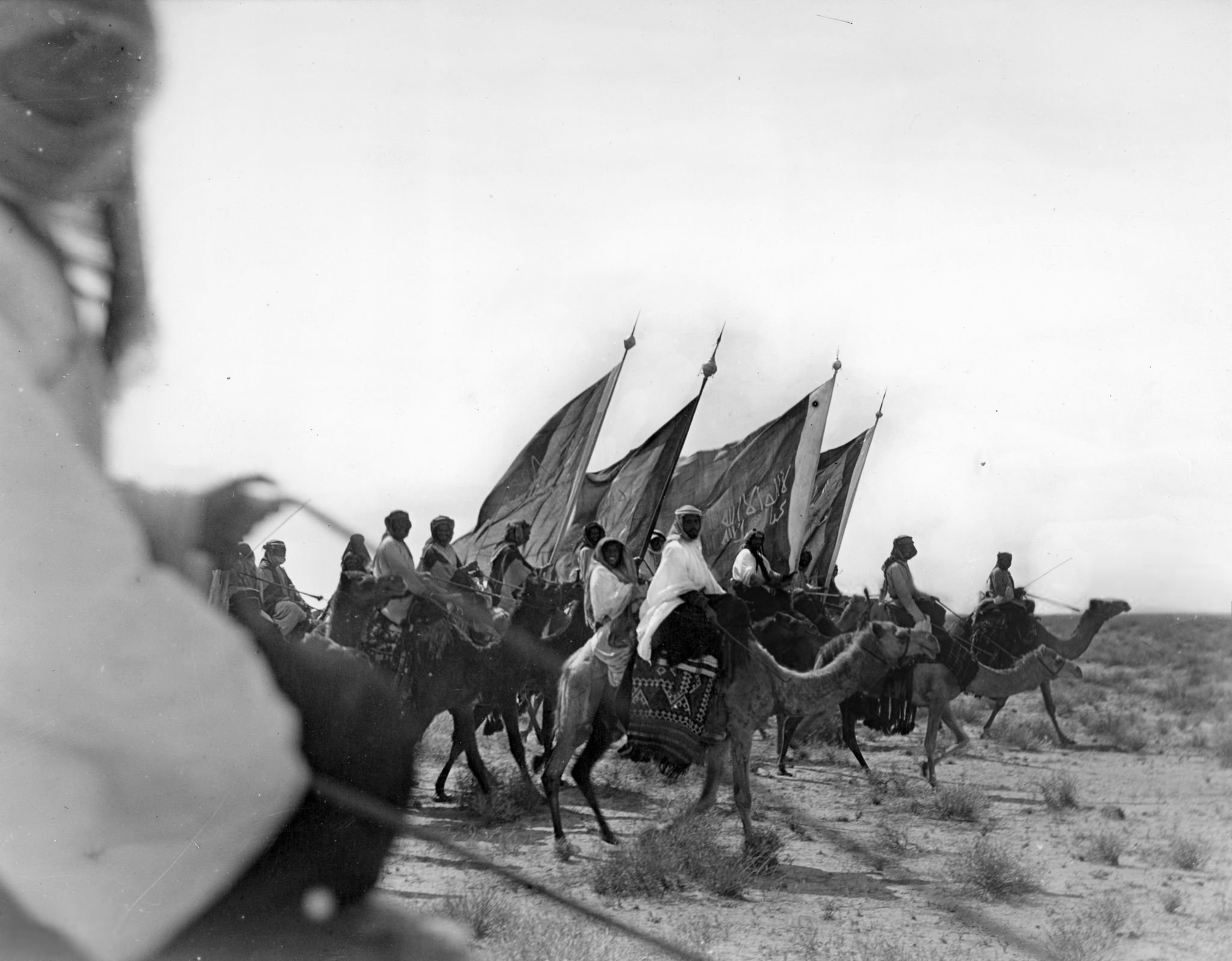
Ikhwan die ten strijd trekken

De Ikhwan vormden het eerste Saoedische leger. De Ikhwan waren voormalige nomaden. Aanvankelijk waren zij in dienst van het Huis van Saoed – waar ze later in opstand tegen kwam – en speelden een belangrijke rol bij de vestiging van Saoedi-Arabië.

## Geschiedenis
In januari 1902 veroverde een kleine groep mannen onder leiding van Abdoel Aziz al Saoed de stad Riyad. Abdoel Aziz behoorde tot het Huis van Saoedi-Arabië, die de wahabitische leer aanhing en aan het begin van de 19e eeuw grote delen van het huidige Saoedi-Arabië in handen had. Na Riyad werd ook een groot gedeelte van Nadjd veroverd.
In het nieuw veroverde gebied woonden veel nomaden. Wahabitische geestelijken stimuleerde hen om zich permanent te vestigen in de buurt van oases. Volgens de geestelijken was het lastig om rondtrekkend in de woestijn de strikte regels voor rituele wassingen voorafgaand aan het gebed uit te oefenen. Soms ging de vestiging met een zekere dwang gepaard.
De nomaden die zich op een vaste plek vestigden zwoeren een eed en noemde zich Ikhwam, hetgeen in het Arabisch broeder betekent. Zij hadden weinig kennis met betrekking tot het verbouwen van gewassen op de toch al droge grond. Zij waren daarentegen heel bekwaam in de oorlogsvoering. Ze knipten hun gewaden kort en verfden hun baarden rood met henna. De Ikhwan behoorden tot de elitetroepen van Abdoel Aziz en hielpen bij de snelle uitbreiding van zijn rijk. Rond 1913 was een groot deel van de kust aan de Perzische Golf in hun handen.
De Ikhwan slaagden er in 1924 niet in om de Jordaanse hoofdstad Amman in te nemen. In plaats daarvan richtte ze een heuse slachting aan in de plaats Taif vlak bij Mekka. De vierhonderd inwoners werden neer geknuppeld en de schoot van zwangere vrouwen opengesneden. Mekka gaf zich kort daarop over nadat de bewoners gegarandeerd was dat hun niet hetzelfde lot zou ondergaan.
Abdoel Aziz had tegen het einde van de jaren twintig het grootste deel van het Arabisch Schiereiland in handen. Irak, Koeweit, Jordanië en de kleine Golfstaten stonden allemaal onder bescherming van Groot-Brittannië, met wie Abdoel Aziz zich geen oorlog kon veroorloven. Hij wilde bovendien door de hele moslimwereld erkend worden als de rechtmatige voogd van Mekka en Medina. Hij kon het zich daarom niet permitteren dat de Ikhwan moslims wegjaagden die niet de wahabitische leer aanhingen.
De Ikhwan konden zich absoluut niet vinden in het beleid van Saoedische koning en zagen het als verraad aan het woord van God. Een misschien nog wel grotere afkeer hadden zij van de introductie van westerse uitvindingen, zoals de auto, radio en de telegraaf. De Ikhwan daagden de koning in 1927 uit door Koeweit, op dat moment een Brits protectoraat, aan te vallen. Met goedkeuring van koning Abdoel Aziz voerde de Royal Air Force een bombardement uit op de kampen van de Ikhwan, waarbij honderden mensen het leven verloren. 
In maart 1929 vond een beslissende slag plaats bij de oase van Sbala. Aan het begin van de strijd werd een van de leiders van de toch al verzwakte Ikhwan in de buik getroffen. Nadat zware machinegeweren voor nog meer doden hadden gezorgd sloegen de Ikhwan op de vlucht. In de maanden daarna werden de laatste verzetshaarden opgeruimd. Veel Ikhwan werden later opgenomen in de Saoedische Nationale Garde.
Juhayman al-Otaybi, een nakomeling van de verslagen Ikhwan, gaf in 1979 leiding aan bezetting van de Al-Masjid al-Haram. Zijn afkeer van het koningshuis kreeg hij van huis uit mee.